# Люблинская, Александра Дмитриевна
Алекса́ндра Дми́триевна Лю́блинская (1 (14) мая 1902, Санкт-Петербург — 22 января 1980, Ленинград) — советский историк, специалист по истории западноевропейского Средневековья и раннего Нового времени, архивист, палеограф, преподаватель, доктор исторических наук. Профессор (1953), заведущая кафедрой истории средних веков ЛГУ (1955—1960). С 1963 года — в Ленинградском отделении Института истории АН СССР.

## Семья
- Отец — священник, протоиерей собора Исаакия Далматского в Санкт-Петербурге, историк церковного права Дмитрий Феофанович Стефанович (1876—1926). Автор фундаментального исследования о Стоглавом соборе. Преподавал историю церковного права в университете, образованном при Психоневрологическом институте.
- Мать — Екатерина Андреевна (1873—1924).
- Муж — Владимир Сергеевич Люблинский (1903—1968). Они вместе учились в университете, работали в Государственной публичной библиотеке. Был большим знатоком XVIII века, исследователем творчества Вольтера. После его смерти Александра Дмитриевна подготовила к печати его рукописи и стала научным консультантом издания «Корпус маргиналий Вольтера».

## Образование и учёные степени
Окончила Демидовскую гимназию (1918, с золотой медалью) и историческое отделение факультета общественных наук (ФОН) Петроградского университета (1922). Специализировалась по истории Средних веков (главным образом Франции) и латинской палеографии. Ученица И. М. Гревса, О. А. Добиаш-Рождественской, Л. П. Карсавина.
В 1939 году защитила кандидатскую диссертацию. Кандидат исторических наук (1940, диссертация «Гражданская смута во Франции после смерти Генриха IV. Договор в Сен-Мену и Генеральные штаты 1614 г.»). Доктор исторических наук (1951, диссертация «Социально-экономические отношения и политическая борьба во Франции 1610—1620-х гг.»).

## Библиотечная работа
С ноября 1922 года работала внештатным служащим в Государственной публичной библиотеке (ГПБ), в 1924—1930 годах — помощник библиотекаря в отделении истории ГПБ. Занималась составлением систематического каталога иностранных книг по всеобщей истории. В этот период опубликовала свои первые научные статьи: «Петух на готическом соборе» (1928), «Историческое стихотворение XII в. и рукопись Публичной библиотеки» (1927). Принимала участие в подготовке каталога древнейших латинских рукописей.
В 1930—1934 годах работала заведующей библиотекой в областном отделе коммунального хозяйства, затем — в НИИ коммунального хозяйства.
С 1934 года вновь работала в ГПБ: библиотекарь в Отделе рукописей, с 1939 года — главный библиотекарь. Занималась описанием латинских и французских пергаменных рукописей и углублённым изучением некоторых из них. Опубликовала ряд статей о рукописях, хранящихся в библиотеке. После смерти О. А. Добиаш-Рождественской (1939) стала ведущим специалистом по западным фондам. Составила научное описание документов бастильского архива из коллекции П. П. Дубровского и их аннотированный каталог.
В 1941—1942 годах находилась в эвакуации, преподавала историю в школе в Молотовской области. В 1942—1943 годах работала в Москве, исполняла обязанности уполномоченного ГПБ по вопросам комплектования. В 1943 году вернулась в Ленинград. В 1943—1944 годах — заведующий Иностранным книжным фондом, в 1944—1949 годах — главный библиотекарь Отдела рукописей, хранитель западноевропейских фондов. В 1945—1946 годах исполняла обязанности заместителя директора ГПБ по научной работе.

## Научно-педагогическая деятельность
С 1935 году преподавала западную палеографию в ЛИФЛИ. В 1936—1941 годах и в 1944—1963 годах — преподавала на историческом факультете Ленинградского государственного университета. С 1953 года — профессор, в 1956—1960 годах — заведовала кафедрой истории средних веков.
Преподавала источниковедение истории средних веков, латинскую палеографию, историческую хронологию, сфрагистику и другие вспомогательные исторические дисциплины, читала общий курс истории средних веков. Читала различные спецкурсы (темы «История Франции XVI—XVII вв.», «Нидерландская революция», «История Франции 1-й половины XVII в.», «Аграрная история Франции до Французской буржуазной революции», «Первоначальное накопление во Франции XVII в.», «Феодальная собственность в Западной Европе», «Философия XII—XIII вв.», «Готическая архитектура», «Жилище и утварь», «Одежда»). Вела практические занятия по общему курсу и спецсеминары. Создала научную школу — около 40 её учеников стали кандидатами наук, 8 — докторами наук.
С 1963 года — старший научный сотрудник сектора всеобщей истории Ленинградского отделения Института истории АН СССР. Продолжала читать спецкурсы в Ленинградском университете, читала лекции в университетах и педагогических институтах Новгорода, Усть-Каменогорска, Калинина, Владимира, Горького, Кишинёва и других городов.
Одна из крупнейших российских историков западноевропейского средневековья и раннего нового времени. Ею написано и отредактировано около 250 научных работ, часть которых опубликована в Англии, Бельгии, Болгарии, Венгрии, Германии, Испании, Италии, Франции и Японии. Участвовала в качестве автора и редактора в подготовке университетских учебников по истории средних веков. В течение ряда лет была членом Археографической комиссии, Международного комитета по палеографии, Международной комиссии по истории представительных учреждений, Международного общества по изучению XVIII в., Совещательного редакционного комитета по изданию сочинений Вольтера.
На Западе известность получил перевод её книги «Французский абсолютизм в первой трети XVII в.», сделанный британским историком-марксистом и активистом-троцкистом Брайаном Пирсом. Он способствовал активной дискуссии между сторонниками (Хью Тревор-Ропер), критиками (Эрик Хобсбаум) и категорическими противниками (сама Люблинская, Иво Шёффер из Нидерландов и Нильс Стенсгард из Дании) концепции «всеобщего кризиса XVII века».

### Специалист по французской истории
Основная область научных интересов — история феодальной Франции, главная тема — история Франции XVI и (особенно) XVII в. Подвергла критике концепцию «кризиса капитализма» в XVII в., считая, что экономический упадок во Франции был связан с конкуренцией Англии и Голландии и слабостью французского правительства после гибели Генриха IV (оно не могло проводить эффективную протекционистскую политику). Считала, что социальной базой абсолютизма было чиновно-землевладельчское дворянство (а не «дворянство вообще»). Доказала, что Ришельё, придя к власти в 1624 году, не начал новый политический курс, а продолжил и блистательно завершил мероприятия, начатые при его предшественнике Люине. Полагала, что французский абсолютизм носил прогрессивный характер, а крестьянские и городские восстания были направлены не против налоговой политики вообще, а против конкретных, наиболее тяжелых налогов.

### Латинская палеография
Благодаря ей была сохранена преемственность в изучении латинской палеографии в России. Внесла неоценимый вклад в становление отечественной кодикологии западноевропейских средневековых рукописей. Возглавляла работу по созданию сводного каталога латинских рукописей, хранившихся в СССР. По её инициативе в 1974 году был выпущен сборник статей «Проблемы палеографии и кодикологии в СССР».

## Труды
- Люблинская А. Д. Источниковедение истории средних веков: Учебное пособие / Отв. ред. В. И. Рутенбург. — Л.: Изд-во Ленингр. ун-та, 1955. — 374 с. — 4000 экз. (в пер.)
- Очерки истории Франции с древнейших времен до окончания первой мировой войны. Л., 1957 (в соавт.);
- Франция в начале XVII в. (1610—1620 гг.). Л., 1959;
- Французский абсолютизм в первой трети XVII в. М.; Л., 1965;
- Люблинская А. Д. Латинская палеография. — М.: Высшая школа, 1969. — 332 с. — 6000 экз.
- Люблинская А. Д. Французские крестьяне в XVI—XVIII вв.. — Л.: Наука. Ленингр. отд-ние, 1978. — 256 с. — 1600 экз. (в пер.)
- Люблинская А. Д. Франция при Ришельё: Французский абсолютизм в 1630—1642 гг. / Под ред. В. И. Рутенбурга. — Л., 1982. — 274 с. — 9750 экз. (в пер.)
- Люблинская А. Д. Бастильский архив в Ленинграде: Аннотированный каталог. — Л.: Издание Государственной Публичной библиотеки им. М.Е. Салтыкова-Щедрина, 1988. — 186 с. — 1200 экз. (обл.)

Автор ряда глав и редактор третьего тома «Истории европейского крестьянства» (1986).
Под её руководством большие документальные публикации:
- Документы по истории Франции середины XVI в. // Средние века. М., 1958—1961. Вып. 12—15, 19;
- Документы по истории гражданских войн во Франции, 1561—1563 гг. М.; Л., 1962;
- Документы по истории внешней политики Франции, 1547—1548 гг. М.; Л., 1965;
- Внутренняя политика французского абсолютизма, 1633—1640 гг. М.; Л., 1966;
- Внутренняя политика французского абсолютизма, 1633—1640 гг. Северные и Центральные провинции. Л., 1980.